# Avenida San Josemaría Escrivá de Balaguer
La Avenida San Josemaría Escrivá de Balaguer o Monseñor Escrivá de Balaguer es una arteria vial del sector nororiente de Santiago de Chile que se inicia en el sector del Parque Bicentenario de Vitacura y es la continuación hacia el norte de la Avenida Costanera Sur. Pasa por debajo del Puente Centenario en la comuna de Vitacura y sigue su recorrido de forma paralela al Río Mapocho y la autopista Costanera Norte.
En este sector se encuentran el Club Deportivo Lo Cañas, el Centro de Eventos Casapiedra y el Club de Polo y Equitación San Cristóbal. Siguiendo más al oriente (en la intersección con calle Manquehue Norte) se encuentra el reconocido centro gastronómico BordeRío. 
La avenida es interrumpida por la rotonda Carol Urzúa, donde también convergen las calles Lo Curro, Luis Pasteur y Juan XXIII.
Luego, cruza el sector del Sport Française y algunos kilómetros más al oriente (a la altura de calle La Aurora), esta avenida se interrumpe, renaciendo como la continuación natural de calle Las Hualtatas (esto a la altura de calle Pamplona, en el sector de "San Damián" en Las Condes), pero nuevamente se interrumpe, reapareciendo e intersecándose con el Camino San Francisco de Asís.
Se extiende por un par de kilómetros hasta las inmediaciones del Instituto Hebreo y vuelve a aparecer en Lo Barnechea, también en un tramo corto desde calle San José de la Sierra hasta la Plaza San Enrique en esa comuna. El nombre de esta avenida, después de pasar por la plaza antes mencionada, pasa a ser calle Pastor Fernández.
El nombre de esta avenida se debe al sacerdote Josemaría Escrivá de Balaguer y Albás (1902-1975), fundador del Opus Dei en el año 1928 (término en latín que significa "Obra de Dios") y canonizado por el papa Juan Pablo II en 2002, el cual visitó Santiago en 1974.
- Datos: Q24940754
- Multimedia: Avenida San Josemaría Escrivá de Balaguer / Q24940754